# Proteazni inhibitor (farmakologija)
Proteazni inhibitori (PI) su klasa antiviralnih lekova koji su u širokoj upotrebi u tretmanima HIV/AIDS i hepatitisa uzrokovanog hepatitis C virusom. Proteazni inhibitori sprečavaju replikaciju virusa selektivnim vezivanjem za viralne proteaze (npr. HIV-1 proteazu) i blokiranjem proteolitičkog presecanja proteinskih prekurzora koji su neophodni za produkciju infektivnih virusnih čestica.
Proteazni inhibitori su razvijeni ili su u razvoju za tretman raznih virusa:
- HIV/AIDS: antiretroviralni proteazni inhibitori (sakvinavir, ritonavir, indinavir, nelfinavir, amprenavir[1] itd.)
- Hepatitis C: boceprevir, telaprevir, simeprevir

Imajući u vidu specifičnost mete ovih lekova postoji rizik, slično antibioticima, od razvoja virusa koji su otporni na lekove. Da bi se umanjio rizik uobičajena je istovremena upotreba nekoliko različitih lekova sa različitim metama.

## Nuspojave
Proteazni inhibitori mogu da uzrokuju sindrome lipodistrofije, hiperlipidemia, dijabetes melitus tip 2, i kamen u bubregu.

## Spoljašnje veze
- „A brief history of the development of protease inhibitors by Hoffman La Roche, Abbott, and Merck”. Архивирано из оригинала 16. 01. 2013. г. Приступљено 15. 10. 2016.